# Mroczkowice (Neder-Silezië)
Mroczkowice is een plaats in het Poolse district  Lwówecki, woiwodschap Neder-Silezië. De plaats maakt deel uit van de gemeente Mirsk en telt 284 inwoners.